# Vattenhalvklotet

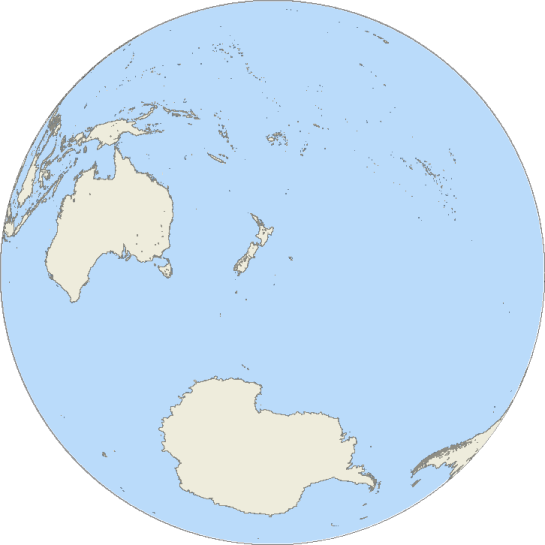
Vattenhalvklotet

Vattenhalvklotet är det halvklot som innehåller största möjliga vattenyta och minsta möjliga landyta.
Motsatsen är landhalvklotet.